# Enrico Macias
Enrico Macias nacido Gaston Ghrenassía (Constantina, Argelia, 11 de diciembre de 1938) es un cantante francés de origen argelino.
cantó con Jairo, cantante argentino, la canción El emigrante.

## Biografía

### Juventud
Nació en Constantina, Argelia en el seno de una familia sefardí cuya tradición musical era el malouf, género arabigoandaluz propio del norte de África. Su padre era violinista en la orquesta de Raymond Leyris (conocido como Cheikh Raymond), por eso el joven Gastón pudo integrarse a la edad de 15 años y pronto sustituyó al propio líder Raymond. Aprendió a tocar la guitarra desde su infancia con sus amigos gitanos, los que le colocaron el seudónimo de pequeño "Enrico", el cual sería posteriormente su nombre artístico. Escogió su nombre artístico basado en un error de parte de la secretaria de una casa discográfica que mal le entendió su nombre por teléfono y lo bautizó "Macías", mientras que Enrico le había dicho "Nassía".

### Exilio
Fue maestro de escuela hasta que se unió definitivamente a la orquesta Cheikh Raymond. En 1961, durante el período más difícil de la guerra de Independencia de Argelia, la situación se volvió insostenible para los judíos del país. Entonces, el joven Gaston decidió buscar refugio en Francia el 29 de julio de 1961, poco antes del fin de la guerra en Argelia, junto con su mujer Suzy (hija de Cheikh Raymond, quien fuera asesinado ese mismo año por el FLN).

### Consagración
Llegado a París, decidió continuar su carrera musical. En el país galo, su estilo musical encontró un éxito muy limitado y tuvo que adaptarlo al público francés. Al principio, intentó traducir el malouf al francés.  No acertó con esto, viéndose obligado a desarrollar un nuevo estilo más afrancesado, actuando en cafés y cabarets. 
En 1962 grabó la canción Adieu mon pays, la cual había compuesto a bordo del navío que lo llevara a su exilio.  Tras cantarla en una emisión televisiva conoció un inmediato y clamoroso éxito, con la consiguiente fama. Esto dio lugar a una primera gira al año siguiente. Su hija Jocya también nació ese año. 
En 1964, adoptó definitivamente su seudónimo artístico de Enrico Macias e hizo una gira internacional, cantando en francés, en dariya ( árabe argelino)  español e italiano, demostrando su repertorio en Líbano, Grecia y Turquía.
A partir de ese momento, realizó giras por todo el mundo, grabando canciones en español y en italiano, con gran éxito en todos los continentes.  En 1968, su debut norteamericano en el Carnegie Hall agotó las entradas.  En 1976, recibió el Disco de Oro por su composición "Melissa."  En 1979 realizó diversas presentaciones, invitando a grupos como los Gipsy Kings y a la cantante Daniele Danaé.
En 2000, después verse precisado a cancelar una prevista gira por Argelia, escribió "Mon Algérie," una historia que versa sobre sus sentimientos por su tierra natal. En 2003 grabó el álbum "Oranges amères," producido por su hijo Jean-Claude Ghrenassia.  Intentó sin éxito volver a Argelia en noviembre de 2007 acompañando al presidente Nicolas Sarkozy, pero sus simpatías proisraelíes le habían granjeado a una enconada resistencia por parte de entidades y personalidades argelinas, incluyendo el primer ministro argelino Abdelaziz Belkhadem.  De hecho, no se le ha permitido regresar a su país natal desde 1961.

### Estilo
Su temprana evolución musical respondía a la música arábigoandaluza o judeo-árabe.  A su llegada a Francia ensayó ritmos de influencia orientalista.  Posteriormente, a fin de llegar a públicos más diversos su estilo evolucionaría hacía una música menos marcada étnicamente.  Con todo, no dejaría de hacer perceptible su raíz cultural en sus distintas composiciones.

## Reconocimientos
- En 1980 obtuvo el galardón internacional de "Cantante de la Paz," otorgado por el Secretario General de la ONU Kurt Waldheim.
- En 1985 recibió la más alta condecoración honoraria francesa, la Orden Nacional de la Legión de Honor, de manos del Primer ministro de la República Francesa, Laurent Fabius. Fue promovido al grado de oficial en abril de 2007
- En 1997, Kofi Annan lo nombró "Embajador de la Paz y de Defensa de la Infancia".
- Recibió un condecoración del Ministerio de Defensa de Israel por los numerosos conciertos ofrecidos a los soldados de Tsahal

## Discografía

### Álbumes
- 1983: Deux ailes et trois plumes
- 1984: Générosité
- 1987: Enrico
- 1989: Le vent du sud
- 1991: Enrico
- 1992: Mon chanteur préferé
- 1993: Suzy
- 1994: La France de mon enfance
- 1995: Et Johnny Chante L'amour
- 1999: Aie Aie Aie Je T'Aime
- 1999: Hommage à Cheikh Raymond
- 2003: Oranges amères (produzido por el su ijo, Jean-Claude Ghrenassia)
- 2005: Chanter
- 2006: La Vie populaire
- 2011: Voyage d'une mélodie
- 2012: Venez tous mes amis!
- 2016: Les clefs
- 2019: Enrico Macias & Al orchestra

#### Álbumes en vivo / Compilaciones
- 1989: Olympia 89
- 1990: Disque d'Or
- 1992: Le plus grand bonheur du monde
- 1996: La Fête à l'Olympia
- 2003: Les Indispensables de Enrico Macias
- 2003: Concerts Musicorama
- 2006: Olympia 2003
- 2006: Les Concerts Exclusifs Europe
- 2008: Platinum Collection